# Christian Jakob von Schneider
Johann Christian Jakob von Schneider (* 9. August 1772 in Berlin; † 11. März 1829 in Marne) war ein deutscher Schriftsteller und Verleger.

## Leben
Christian Jakob Schneider wurde als Sohn eines königlich-preußischen Oberbaurates, der am 6. Februar 1772 noch vor seiner Geburt verstarb, geboren. Seine Mutter starb 1775. Nach dem Tod seiner Mutter wurde er durch die Mutter und die Schwester des Berliner Kirchenrates Gebhard aufgezogen.
Er besuchte die Parochial-Freischule (vergleichbar mit einer Elementarschule) in Berlin und kam anschließend an das Friedrichwerdersche Gymnasium unter dem Rektor Friedrich Gedike. 1793 kam er auf das Joachimsthaler Gymnasium zum Rektor Johann Heinrich Ludwig Meierotto.
1794 begann er ein Studium der Ästhetik sowie der Theologie an der Universität Halle und beendete dieses 1798. Später hielt er sich in Weißenfels, Naumburg, Freiburg, Philippseich, Darmstadt und in Elze bei Hannover auf. Seit dieser Zeit war er auch schriftstellerisch tätig und veröffentlichte unter seinem richtigen Namen sowie unter dem Pseudonym Julius Stendro, später auch Sänger von Marne und häufig unterzeichnete er mit C. v. S.
1799 ging er in dänische Militärdienste, die er 1801 bereits wieder verließ, um in Itzehoe, Kiel und Glückstadt zu leben. Während seiner Dienstzeit könnte er den Adelstitel erhalten haben, weil damals der persönliche Adelstitel mit der Stellung eines jeden dänischen Offiziers verknüpft war. Von 1802 bis 1804 gab er gemeinsam mit Friedrich von Sengespeik (Pseudonym: Fritz Bürger) die Schleswig holsteinische Zeitschrift für alle Stände zum Verbreiten reeller Grundsätze und wahrer Aufklärung heraus.
Gemeinschaftlich mit dem Marner Rektor Matthias Harmsen (1762–1843) gab er 1805 die Zeitschrift Der Freund des Landmannes heraus, die ihr Erscheinen bereits 1807 einstellte. Diese Zeitschrift war wohl die erste Fachzeitung des Landwirts in Schleswig-Holstein.
In Glückstadt gründete er eine Buchhandlung, die er 1810 wieder aufgab und trat im gleichen Jahr wieder in den dänischen Militärdienst ein. 1816 wurde er im Dienstgrad Leutnant pensioniert. Er ließ sich in Marne nieder und wurde 1818 Improvisator (nach Hans Christian Andersens Roman Der Improvisator ist dies ein Mensch, der lebt, indem er als Redner und Sänger auftritt, ein Künstler, der öffentlich gegen Eintritt und auf Zuruf über beliebige Themen deklamiert oder räsoniert) und gab seine improvisierten Auftritte auf der Bühne auch 1826 in Rostock, Warnemünde und Gadebusch in Mecklenburg.

## Sonstiges
In Hans Christian Andersens Roman Der Improvisator wird ein Waisenkind beschrieben, das nach dem frühen Tod seiner Mutter von einer wohlhabenden Pflegefamilie aufgenommen wird und eine fundierte literarische Bildung in einem Jesuitenkolleg erhält. Im Laufe seines Lebens hat die Romanfigur gelernt, aus schwierigen Umständen das Beste zu machen, und darum beschlossen, Improvisator zu werden.

## Werke (Auswahl)
- Hildesheimer Volksblatt zur Beförderung des häuslichen Glücks und der Moralität. Hannov. 1798. Verschiedene Aufsätze.
- Romantischer Rückblick in die Vergangenheit, oder meine Wanderung nach Norden. Eine wahre Geschichte von Julius Stendro. Kiel 1801.
- Schleswig holsteinische Zeitschrift für alle Stände zum Verbreiten reeller Grundätze und wahrer Aufklärung. 1802–1804.
- Das Menschenleben in seinen interessanten Verhältnissen. In Erzählungen dargestellt von Julius Stendro. Hamburg und Mainz 1804.
- August von Heidenthal. Eine Geschichte. Leipzig 1804.
- Schnapps Bohnenbart, der Siegfried unserer Tage. Hamburg 1805.
- Der Lieutenant. Ein Gemälde aus der Verwickelung des menschlichen Lebens. Von Julius Stendro. Hildesheim 1805.
- Udallos Kinder, oder Glück, Unglück, Menschenwahn. Glückstadt 1806.
- Alltagsgeschichten. Altona 1806.
- Betty Reinhard, wie sie gelebt und geliebt. Glückstadt 1808.
- Conrad Medardus Nothrecht, wie er gelebt, gehandelt, gestorben. Glückstadt 1808.
- Golgatha und Tabor. Zeitschrift für die wichtigsten Bedürfnisse unserer Zeit. Altona 1805.
- Was hat Buonaparte zu hoffen, Moreau zu fürchten? 1805.
- Welche Folgen werden sich daraus ergeben, daß der junge Landmann als Soldat 2 Jahre in der Garnison verbleiben soll? Hamburg 1805.
- Erster Unterricht in der Geschichte des Vaterlandes. Glückstadt 1807. (ist unvollendet geblieben.)
- Der Freund des Landmannes. Eine Wochenschrift für den Landmann in dem Herzogthum Schleswig und Holstein. 1805.
- Vierstädter Novitätenstaffette. Band 1–24. 1806.
- Mannichfaltigkeit. Eine Monatsschrift. 2 Bände. 1827.
- Der Officier. 1810 (gemeinschaftlich mit Friedrich von Sengespeik herausgegeben).
- Der brave Soldat. Hamburg 1810.
- Gemeinnützige Blätter für Ditmarsen. 2 Bde. 1815.
- Vaterlandsliebe. Rede am Dänenfeste den 28. Januar 1815. Husum 1815.
- Die Prediger nach ihrer Würde und ihrem Werth. Nebst der ersten Bekanntmachung einer neu entstandenen Kirche für Freunde der Religion und Religiosität. Itzehoe 1818.
- Beitrag zu dem gemeinnützigen Unterhaltungsblatt (zum Itzehoeer Wochenblatt). Hamburg 1810.
- Verschiedene Artikel (Itzehoeer Wochenblatt 1829. No. 13; Altonaer Merkur 1818. S. 2334; Eiderstedter und Ditmarser Bote August 1818.; Schweriner freimütiges Abendblatt 1826)